# 1984年のMLBドラフト
1984年のMLBドラフト（1984 First-Year Player Draft）とは、1984年6月に行われたMLBのアマチュアドラフトである。

## 1巡目指名
|  | = オールスターゲーム選出 |

| 順位 | 選手                     | チーム                         | 守備位置 | 学校                                  |
| ---- | ------------------------ | ------------------------------ | -------- | ------------------------------------- |
| 1    | ショーン・エイブナー     | ニューヨーク・メッツ           | 外野手   | Mechanicsburg Area Senior High School |
| 2    | ビル・スウィフト         | シアトル・マリナーズ           | 投手     | メイン大学                            |
| 3    | ドリュー・ホール         | シカゴ・カブス                 | 投手     | モアヘッド州立大学                    |
| 4    | コーリー・スナイダー     | クリーブランド・インディアンス | 遊撃手   | ブリガムヤング大学                    |
| 5    | パット・パシロ           | シンシナティ・レッズ           | 投手     | シートン・ホール大学                  |
| 6    | エリック・パッパス       | カリフォルニア・エンゼルス     | 捕手     | Mount Carmel High School              |
| 7    | マイク・ダン             | セントルイス・カージナルス     | 投手     | ブラッドリー大学                      |
| 8    | ジェイ・ベル             | ミネソタ・ツインズ             | 遊撃手   | Tate High School                      |
| 9    | アラン・コックレル       | サンフランシスコ・ジャイアンツ | 外野手   | テネシー大学                          |
| 10   | マーク・マグワイア       | オークランド・アスレチックス   | 一塁手   | 南カリフォルニア大学                  |
| 11   | シェーン・マック         | サンディエゴ・パドレス         | 外野手   | カリフォルニア大学ロサンゼルス校      |
| 12   | オッディブ・マクダウェル | テキサス・レンジャーズ         | 外野手   | アリゾナ州立大学                      |
| 13   | ボブ・キャフリー         | モントリオール・エクスポズ     | 捕手     | カリフォルニア州立大学フラトン校      |
| 14   | ジョン・マルザノ         | ボストン・レッドソックス       | 捕手     | テンプル大学                          |
| 15   | ケビン・アンダーシュー   | ピッツバーグ・パイレーツ       | 投手     | ニューメキシコ大学                    |
| 16   | スコット・バンクヘッド   | カンザスシティ・ロイヤルズ     | 投手     | ノースカロライナ大学チャペルヒル校    |
| 17   | ドン・オーガスト         | ヒューストン・アストロズ       | 投手     | チャップマン大学                      |
| 18   | アイザイア・クラーク     | ミルウォーキー・ブルワーズ     | 遊撃手   | Crockett High School                  |
| 19   | ドリュー・デンソン       | アトランタ・ブレーブス         | 一塁手   | Purcell Marian High School            |
| 20   | トニー・メネンデス       | シカゴ・ホワイトソックス       | 投手     | American High School                  |
| 21   | ピート・スミス           | フィラデルフィア・フィリーズ   | 投手     | Burlington High School                |
| 22   | ジェフ・プリーズ         | ニューヨーク・ヤンキース       | 投手     | カリフォルニア大学ロサンゼルス校      |
| 23   | デニス・リビングストン   | ロサンゼルス・ドジャース       | 投手     | オクラホマ州立大学                    |
| 24   | テリー・マルホランド     | サンフランシスコ・ジャイアンツ | 投手     | マリエッタ大学                        |
| 25   | ジョン・フーバー         | ボルチモア・オリオールズ       | 投手     | カリフォルニア州立大学フレズノ校      |
| 26   | トム・ハートリー         | シカゴ・ホワイトソックス       | 外野手   | Hudson's Bay High School              |

## 1巡目補足指名
| 順位 | 選手                 | チーム                     | 守備位置 | 学校               |
| ---- | -------------------- | -------------------------- | -------- | ------------------ |
| 27   | ゲイリー・グリーン   | サンディエゴ・パドレス     | 遊撃手   | オクラホマ州立大学 |
| 28   | ノーム・チャールトン | モントリオール・エクスポズ | 投手     | ライス大学         |